# Convento de Santa Catarina (Évora)
O Convento de Santa Catarina de Sena foi um convento feminino dominicano fundado em 1547 e situado na freguesia de Santo Antão em Évora. Foi encerrado em 13 de Novembro de 1882 devido à extinção das Ordens Religiosas. Foi mais tarde demolido e o seu recheio disperso pelo Museu de Évora, pelo Tesouro da Sé de Évora e pela Biblioteca Publica de Évora.